# 牛栏山地区
牛栏山地区是中华人民共和国北京市顺义区下辖的一个地区办事处，同时保留牛栏山镇名称，其行政事务机构实行“一套人马，两块牌子”的体制，地区办事处与镇政府合署办公。

## 地理
牛栏山地区位于顺义城区北面，东隔潮白河与北小营镇相望，西邻赵全营镇，南界马坡地区，北接怀柔区杨宋镇、庙城地区。

## 行政区划
牛栏山地区下辖1个社区，20个行政村，分别是：
牛栏山第一社区、香醍漫步社区、香醍溪岸社区、好望山社区、安纳湖社区、赢麓家园社区、北孙各庄村、龙王头村、富各庄村、北军营村、芦正卷村、相各庄村、官志卷村、东范各庄村、后晏子村、前晏子村、兰家营村、姚各庄村、半壁店村、张家庄村、下坡屯村、史家口村、金牛村、先进村、禾丰村和安乐村。